# Tarquinio Prisco fonda il tempio di Giove in Campidoglio
Tarquinio Prisco fonda il tempio di Giove in Campidoglio è un affresco staccato riportato su tela (132x150 cm) di Perin del Vaga, databile al 1521 circa e conservato negli Uffizi di Firenze. Proviene da palazzo Baldassini a Roma.

## Storia
L'opera venne staccata, con la Giustizia di Seleuco nello stesso museo, durante i restauri del 1830 ed arrivò agli Uffizi nel 1880, per coprire una lacuna sulla scuola di Raffaello. Proviene da una serie di scene sulla Storia di Roma al piano nobile, segnalate anche da Vasari. In particolare questa scena è tratta da Tito Livio (Ab Urbe Condita, I)

## Descrizione
Il re Tarquinio Prisco è raffigurato a sinistra, con un braccio alzato e la veste da guerriero, mentre osserva un architetto che in terra traccia i segni per gettare le fondazioni del Tempio di Giove Capitolino, lo storico edificio sacro che si trovava sull'"acropoli" romana. 
Assistono vari personaggi, ritratti in isocefalia, che coi loro gesti e sguardi, ora sorpresi, ora interessati, ora distratti, sondano lo spazio indirizzando l'occhio dello spettatore in ogni direzione. In primo piano si vede un fanciullo accanto al re, mentre sullo sfondo, arrampicati sulle basi di alcune colonne, si trovano due trombicini e alcuni curiosi. Alcune figure si abbracciano, forse per simboleggiare arcadici tempi della concordia. 
Tra le colonne si aprono poi squarci con vedute di Roma, già costellata di monumenti.

## Stile
La scena mostra una monumentalità e una vivace vena narrativa formatasi a fianco di Raffaello nelle Stanze Vaticane. In particolare alcuni dettagli, come le persone abbracciate alle colonne per innalzarsi e meglio vedere la scena, sono citazioni testuali di affreschi come la Cacciata di Eliodoro dal tempio. Evidente è l'interesse decorativo, dato dai toni pastello delle vesti dei personaggi o dalla piacevolezza degli scorci cittadini.